# Węgorza (dopływ Łeby)
Węgorza (niem. Aalbach Mühlenbach) – struga Pobrzeża Bałtyckiego, posiadająca swoje źródła w okolicy miejscowości Kętrzyno. na północno-zachodnim krańcu Pojezierza Kaszubskiego. Struga przepływa przez obszar gminy Linia, gminy Łęczyce i Nowa Wieś Lęborska. Węgorza uchodzi do Łeby. Struga przepływa przez Jezioro Lubowidzkie.
Do 1948 Węgorza nosiła niemiecką nazwę Aalbach Mühlenbach.
Węgorza przepływa przez Kwietnicę (dawniej Redystowski Młyn i "Grunhof"-Zielony Dwór), Rozłaski Młyn (Rozłaziński Młyn), Nisko nad Jeziorem Lubowidzkim, Węgornię.
Dopływy Węgorzej powyżej jeziora, struga z Rozłazina (mały ciek wody, sugerowany również jako źródło) oraz głównie zespół źródeł w okolicy Kwietnicy, poniżej Jeziora Lubowidzkiego Wielistowska Struga.
.
Powierzchnia zlewni wynosi 57,3 km². Na niektórych mapach szczególnie hydrologicznych z lat 1960–2012 jako Węgorza błędnie oznaczany jest jej dopływ Wielistowska Struga. Również nie jest ustalone źródło Węgorzy. Różne mapy wskazują na kilka możliwych źródeł, tj. w okolicy miejscowości Kętrzyno, Rozłazino oraz bagien pomiędzy miejscowościami Nawcz i Dzięcielec.
Nad Węgorzą w pobliżu miejscowości Rozłazino znajduje się charakterystyczny wysoki most kolejowy na zawieszonej linii kolejowej Lębork-Kartuzy.